# Sofieberg, Helsingborg
Sofieberg är en stadsdel i Helsingborg, som fått namn efter ett landeri som tidigare legat på platsen. Sofiebergs bebyggelse består till största delen av villor, radhus samt kedjehus och området hade 1 726 invånare den 31 december 2020.

## Stadsbild
Stadsdelen begränsas av Sockengatan i väster,  Fältarpsvägen i söder, samt Filbornavägen i norr. Stadsdelen gränsar i norr mot Dalhem, i väster mot (från norr till söder) Rosengården, Husensjö resp. Fältabacken, i söder mot Eskilsminne och i öster mot Adolfsberg.

## Historik

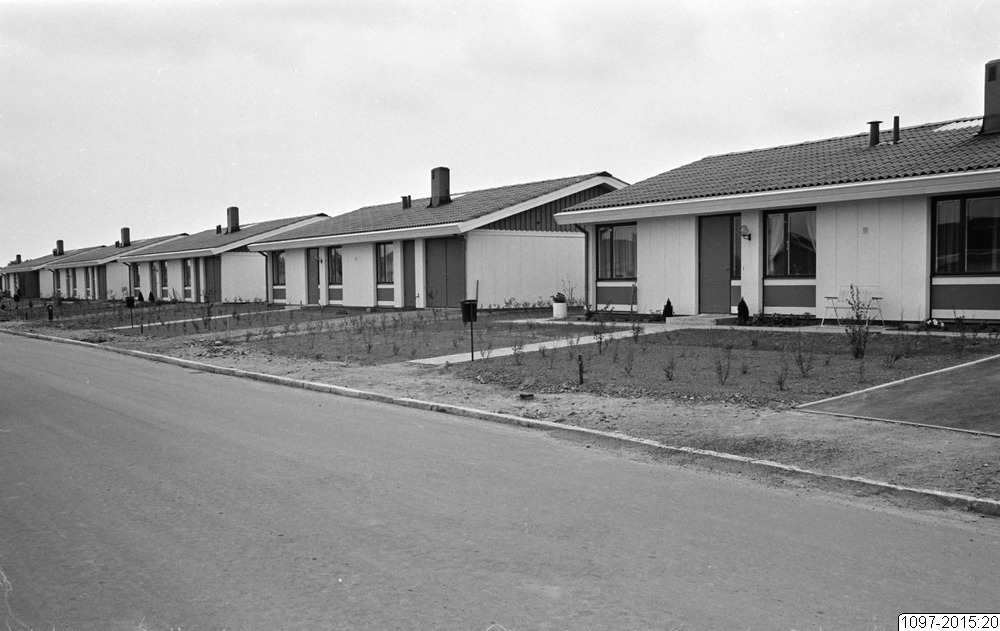
Nybyggda villor på Sofieberg juni 1966.

En del av marken som stadsdelen ligger på var ursprungligen fäladsmark, som 1865 köptes upp av handlanden C. E. Hedström, som drev Hedströmska handelsgården på Norra Storgatan i Helsingborg. Marken som Hedström köpte upp omfattade 60 tunnland där han 1866 uppförde ett landeri med tillhörande jordbruk. Landeriets verksamhet ändrades 1895 från jordbruk till handelsträdgård och något senare även plantskola med särskilt fokus på syrener. På 1900-talet var anläggningen en av Sveriges största i sitt slag med 24 växthus, som sträckte sig hela vägen ner till Jordbodalen vid Eskilsminne. Helsingborgs stad köpte upp en del av området 1920, för att sedan köpa upp ytterligare delar på 1950-talet och i mitten av samma årtionde började utbyggnaden av villaområdet vid Sofieberg. Marken var fullt utbyggd 1962 och då hade bebyggelse i form av småhus, radhus och kedjehus uppförts. På 1960-talet revs Hedströms ursprungliga landeri och handelsträdgårdens verksamhet upphörde 1967.

## Befolkningsutveckling
| Befolkningsutvecklingen i Sofieberg 2000–2020 | Befolkningsutvecklingen i Sofieberg 2000–2020 | Befolkningsutvecklingen i Sofieberg 2000–2020 | Befolkningsutvecklingen i Sofieberg 2000–2020 | Befolkningsutvecklingen i Sofieberg 2000–2020 |
| --------------------------------------------- | --------------------------------------------- | --------------------------------------------- | --------------------------------------------- | --------------------------------------------- |
|                                               |                                               |                                               |                                               |                                               |
| År                                            |                                               |                                               | Folkmängd                                     |                                               |
| 2000                                          | 2000                                          |                                               | 1 620                                         |                                               |
| 2001                                          | 2001                                          |                                               | 1 623                                         |                                               |
| 2002                                          | 2002                                          |                                               | 1 640                                         |                                               |
| 2003                                          | 2003                                          |                                               | 1 633                                         |                                               |
| 2004                                          | 2004                                          |                                               | 1 648                                         |                                               |
| 2005                                          | 2005                                          |                                               | 1 606                                         |                                               |
| 2006                                          | 2006                                          |                                               | 1 607                                         |                                               |
| 2007                                          | 2007                                          |                                               | 1 605                                         |                                               |
| 2008                                          | 2008                                          |                                               | 1 639                                         |                                               |
| 2009                                          | 2009                                          |                                               | 1 640                                         |                                               |
| 2010                                          | 2010                                          |                                               | 1 693                                         |                                               |
| 2011                                          | 2011                                          |                                               | 1 674                                         |                                               |
| 2012                                          | 2012                                          |                                               | 1 688                                         |                                               |
| 2013                                          | 2013                                          |                                               | 1 712                                         |                                               |
| 2014                                          | 2014                                          |                                               | 1 727                                         |                                               |
| 2015                                          | 2015                                          |                                               | 1 730                                         |                                               |
| 2016                                          | 2016                                          |                                               | 1 728                                         |                                               |
| 2017                                          | 2017                                          |                                               | 1 719                                         |                                               |
| 2018                                          | 2018                                          |                                               | 1 726                                         |                                               |
| 2019                                          | 2019                                          |                                               | 1 719                                         |                                               |
| 2020                                          | 2020                                          |                                               | 1 726                                         |                                               |

## Demografi

### Befolkningssammansättning
Statistikområdet Sofieberg hade 1 726 invånare den 31 december 2020, vilket utgjorde drygt 1,5 % av befolkningen i hela Helsingborgs tätort (här alla statistikområden i Helsingborgs kommuns innerområde, motsvarande Helsingborgs tätort inklusive vissa närliggande småorter). Medelåldern var vid samma tid 43,4 år, vilket var något högre än medelåldern för resterande Helsingborg. Åldersfördelningsmässigt var personer i åldern 20 till 39 år kraftigt underrepresenterade jämfört med staden som helhet och Sofieberg var efter Råå den stadsdel med näst lägst andel invånare i både åldersgruppen 20 till 29 år och 30 till 39 år. Stadsdelen hade istället en större andel personer i åldern 40 till 69 år än övriga Helsingborg. Den största åldersgruppen inom statistikområdet var 50 till 59 år med 16,2 % av befolkningen.
Andelen personer med utländsk bakgrund, alltså personer som antingen är födda utanför Sverige eller har föräldrar som båda är födda utanför Sverige, var inom statistikområdet 18,0 %, vilket var avsevärt lägre än andelen för övriga Helsingborg med 30,3 %. Av de invånare som är födda utanför Sverige hade Sofieberg en något högre andel personer födda i Norden och övriga Europa än genomsnittet för staden och en lägre andel födda i övriga Världen.
| Åldersfördelning (2020) |        |  |  |  |
| Åldersgrupp             | Andel  |  |  |  |
| 0–9                     | 11,7 % |  |  |  |
| 0–9                     | 11,5 % |  |  |  |
| 10–19                   | 13,7 % |  |  |  |
| 10–19                   | 10,7 % |  |  |  |
| 20–29                   | 6,7 %  |  |  |  |
| 20–29                   | 14,7 % |  |  |  |
| 30–39                   | 8,7 %  |  |  |  |
| 30–39                   | 14,1 % |  |  |  |
| 40–49                   | 14,8 % |  |  |  |
| 40–49                   | 12,1 % |  |  |  |
| 50–59                   | 16,2 % |  |  |  |
| 50–59                   | 12,5 % |  |  |  |
| 60–69                   | 13,2 % |  |  |  |
| 60–69                   | 10,3 % |  |  |  |
| 70–79                   | 8,7 %  |  |  |  |
| 70–79                   | 8,8 %  |  |  |  |
| 80–                     | 6,3 %  |  |  |  |
| 80–                     | 5,1 %  |  |  |  |
|                         |        |  |  |  |
|                         |        |  |  |  |
| Medelålder              | 40,1   |  |  |  |
| Medelålder              | 40,7   |  |  |  |

| Utländsk bakgrund (2020)                |        |  |  |  |
|                                         |        |  |  |  |
| Andel                                   | 18,0 % |  |  |  |
| Andel                                   | 30,3 % |  |  |  |
| Födelseland (för födda utanför Sverige) |        |  |  |  |
| Region                                  | Andel  |  |  |  |
| Övriga Norden                           | 9,0 %  |  |  |  |
| Övriga Norden                           | 7,3 %  |  |  |  |
| Övriga Europa                           | 51,4 % |  |  |  |
| Övriga Europa                           | 37,8 % |  |  |  |
| Övriga Världen                          | 39,5 % |  |  |  |
| Övriga Världen                          | 54,8 % |  |  |  |

### Utbildning och inkomst
Befolkningen på Sofieberg hade den 31 december 2020 en något högre utbildningsnivå än Helsingborg som helhet. Andelen invånare mellan 20 och 64 år med endast förgymnasial utbildning låg betydligt under genomsnittet för staden och andelen med eftergymnasial utbildning var högre än genomsnittet. Störst var andelen med eftergymnasial utbildning på 3 år eller högre, med 32,0 %. Medelinkomsten för statistikområdet uppgick 2020 till 444 300 kronor jämfört med 402 800 kronor för Helsingborg som helhet. Kvinnornas medelinkomst uppgick till 78,3 % av männens, vilket var en något högre löneskillnad mellan könen än för hela Helsingborgs tätort där andelen uppgick till ungefär 80 %.
| Utbildningsnivå (2020) |        |  |  |  |
| Utbildning             | Andel  |  |  |  |
| Förgymnasial           | 7,1 %  |  |  |  |
| Förgymnasial           | 13,2 % |  |  |  |
| Gymnasial (≤2 år)      | 15,7 % |  |  |  |
| Gymnasial (≤2 år)      | 16,8 % |  |  |  |
| Gymnasial (3 år)       | 26,0 % |  |  |  |
| Gymnasial (3 år)       | 25,8 % |  |  |  |
| Eftergymn. (<3 år)     | 18,3 % |  |  |  |
| Eftergymn. (<3 år)     | 16,8 % |  |  |  |
| Eftergymn. (≥3 år)     | 32,0 % |  |  |  |
| Eftergymn. (≥3 år)     | 24,4 % |  |  |  |
| Ingen uppgift          | 0,9 %  |  |  |  |
| Ingen uppgift          | 3,0 %  |  |  |  |

| Förvärvsinkomst (2020) |         |  |  |  |
| Kön                    | Inkomst |  |  |  |
| Kvinnor                | 391,9   |  |  |  |
| Kvinnor                | 356,9   |  |  |  |
| Män                    | 500,3   |  |  |  |
| Män                    | 446,6   |  |  |  |
| Samtliga               | 444,3   |  |  |  |
| Samtliga               | 402,8   |  |  |  |

### Sysselsättning och hälsa
Arbetslösheten för personer mellan 20 och 64 år uppgick år 2011 till totalt 5,1 %, vilket var lägre än genomsnittet för Helsingborg. Sofieberg hade även den tredje lägsta arbetslöshetssiffran bland kvinnor i staden med 4,0 %, medan arbetslösheten för män var något högre på 6,3 %. Den öppna arbetslösheten uppgick 2020 till 3,8 %. Andelen förvärvsarbetande uppgick 2019 till totalt 84,1 %. Av de förvärvsarbetande i stadsdelen pendlade 724 personer till arbeten utanför stadsdelen, medan 130 personer pendlade in till arbeten inom stadsdelen från boende utanför Sofieberg.
Det genomsnittliga antalet utbetalda dagar med sjukpenning, arbetsskadesjukpenning, rehabiliteringspenning, sjukersättning och aktivitetsersättning från socialförsäkringen för stadsdelen uppgick år 2020 till 19 dagar, vilket var lägre än de 23 dagar som gällde för Helsingborg som helhet. Ohälsotalet var större för kvinnorna än för männen, men för båda könen låg det något under genomsnittet för staden som helhet.
| Arbetslöshet (2020) |        |  |  |  |
| Kön                 | Andel  |  |  |  |
| Kvinnor             | 4,0 %  |  |  |  |
| Kvinnor             | 9,8 %  |  |  |  |
| Män                 | 6,3 %  |  |  |  |
| Män                 | 10,2 % |  |  |  |
| Samtliga            | 5,1 %  |  |  |  |
| Samtliga            | 11,1 % |  |  |  |

| Ohälsotal (2020) |       |  |  |  |
| Kön              | Dagar |  |  |  |
| Kvinnor          | 25    |  |  |  |
| Kvinnor          | 27    |  |  |  |
| Män              | 12    |  |  |  |
| Män              | 19    |  |  |  |
| Samtliga         | 19    |  |  |  |
| Samtliga         | 23    |  |  |  |